# Sakina Karchaoui
Sakina Karchaoui (født 26. januar 1996) er en kvindelig fransk fodboldspiller, der spiller forsvar for Paris Saint-Germain i Division 1 Féminine og Frankrigs kvindefodboldlandshold. Hun har tidligere spillet for Lyon og Montpellier.
Hun fik sin officielle debut på det franske landshold i 12. april 2016. Efterfølgende blev hun udtaget til Sommer-OL 2016 i Rio de Janeiro og EM i fodbold 2017 i Holland. Hun blev også udtaget til landstræner Corinne Diacres officielle trup mod EM i fodbold for kvinder 2022 i England.
Karchaoui blev desuden udtaget til turneringens hold ved EM i fodbold for kvinder 2022 i England, som bedste venstre back.